# Calypso (lune)
Pour les articles homonymes, voir Calypso (homonymie).
Calypso (S XIV Calypso) est un des plus petits satellites de Saturne. Elle n'a été découverte qu'en 1980 par des observations terrestres (désignation temporaire S/1980 S 25) et l'on ne dispose que de très peu d'informations la concernant.
Calypso partage son orbite avec Téthys, et se trouve au point de Lagrange L5 suivant Téthys. Télesto se trouve, elle, au point de Lagrange L4 précédant Téthys.
Elle tire son nom de l'amante d'Ulysse, une des 3 000 Océanides, nymphes aquatiques filles d'Océanus et de Téthys.

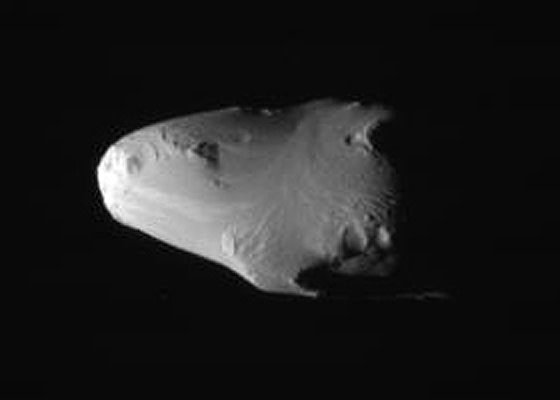
Autre vue du 13 février 2010, montrant des formations d'albédo en forme d'écoulement.
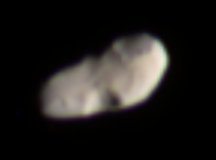
Cliché pris par Cassini le 23 septembre 2005 2005
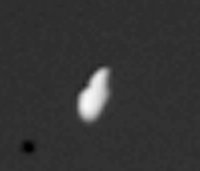
Calypso, vue par Voyager 2 d'une distance de 197 000 km (NASA)